# UD Melilla
UD Melilla is een Spaanse voetbalclub. Thuisstadion is het Álvarez Claros in Melilla, een autonome Spaanse stad aan de grens met Marokko. Het team speelt sinds 2024-2025 in de Segunda Federación.

## Historie
UD Melilla ontstaat in 1943 door een fusie van Melilla FC, Español en Juventud Deportiva. Deze club promoveert in 1949 naar de Segunda División A. Kort daarna verongelukken verschillende spelers in een busongeluk als de club op weg is naar een wedstrijd op Mallorca. De ploeg overleeft de klap niet en kort daarop verdwijnt de club uit het voetbal.
In 1976 wordt UD Melilla heropgericht en komt het uit in de Tercera División. In de 10 jaar dat het op dit niveau acteert eindigt het meestal bovenin, maar wint het geen kampioenschap. Toch promoveert de club in het seizoen 1986/87 als de play-offs worden gewonnen via een 3e plaats in de eindrangschikking. Daarna speelt de club tot het seizoen 2020-2021 in de Segunda División B. In 1998-1999 werd de club nog kampioen van de competitie, maar promotie werd niet bewerkstelligd.
Het vierendertigste seizoen, het overgangsseizoen 2020-2021, was heel competitief. De ploeg werd voor de eerste ronde ingedeeld in Subgroep 5B en deze ronde verliep heel moeilijk waardoor de ploeg op de zevende plaats eindigde van tien ploegen.  De tweede ronde daarentegen klom de ploeg op naar een eerste plaats, genoeg voor de nieuwe reeks Segunda División RFEF. Zo speelde de ploeg tijdens seizoen 2021-2022 op het nieuwe vierde niveau van het Spaans voetbal. In het seizoen 2022/23 won het zijn reeks en promoveerde naar de Primera Federación.  Het geluk was maar van korte duur aangezien de ploeg tijdens seizoen 2023/24 als achttiende eindigde en op die manier degradeerde de ploeg onmiddellijk.

## Gewonnen prijzen
- Kampioenschap van Marokko: 1943/44
- Segunda División B: 1998/99
- Segunda Federación groep 5 : 2022/23